# Tempo V.600
 (novembre 2021).
La mise en forme du texte ne suit pas les recommandations de Wikipédia : il faut le « wikifier ».
Les points d'amélioration suivants sont les cas les plus fréquents :
- Les titres sont pré-formatés par le logiciel. Ils ne sont ni en capitales, ni en gras.
- Le texte ne doit pas être écrit en capitales (les noms de famille non plus), ni en gras, ni en italique, ni en « petit »…
- Le gras n'est utilisé que pour surligner le titre de l'article dans l'introduction, une seule fois.
- L'italique est rarement utilisé : mots en langue étrangère, titres d'œuvres, noms de bateaux, etc.
- Les citations ne sont pas en italique mais en corps de texte normal. Elles sont entourées par des guillemets français : « et ».
- Les listes à puces sont à éviter, des paragraphes rédigés étant largement préférés. Les tableaux sont à réserver à la présentation de données structurées (résultats, etc.).
- Les appels de note de bas de page (petits chiffres en exposant, introduits par l'outil «  Source ») sont à placer entre la fin de phrase et le point final[comme ça].
- Les liens internes (vers d'autres articles de Wikipédia) sont à choisir avec parcimonie. Créez des liens vers des articles approfondissant le sujet. Les termes génériques sans rapport avec le sujet sont à éviter, ainsi que les répétitions de liens vers un même terme.
- Les liens externes sont à placer uniquement dans une section « Liens externes », à la fin de l'article. Ces liens sont à choisir avec parcimonie suivant les règles définies. Si un lien sert de source à l'article, son insertion dans le texte est à faire par les notes de bas de page.
- La présentation des références doit suivre les conventions bibliographiques. Il est recommandé d'utiliser les modèles {{Ouvrage}}, {{Chapitre}}, {{Article}}, {{Lien web}} et/ou {{Bibliographie}}. Le mode d'édition visuel peut mettre en forme automatiquement les références.
- Insérer une infobox (cadre d'informations à droite) n'est pas obligatoire pour parachever la mise en page.

Pour une aide détaillée, merci de consulter Aide:Wikification.
Si vous pensez que ces points ont été résolus, vous pouvez retirer ce bandeau et améliorer la mise en forme d'un autre article.
Le Tempo V.600 est le premier camion léger du constructeur allemand Tempo-Werke, jusqu'alors considéré comme un des spécialistes des triporteurs avec ses concurrents Borgward, Goliath, Phanomen et Rollfix. 
Présenté en 1935, le V.600 va être renommé E.600 en 1936 et A.600 en 1938 mais le gouvernement nazi réglemente l'industrie automobile en 1938, imposant des contraintes sur le type de véhicule que chaque constructeur pouvait fabriquer. Tempo-Werke et Goliath sont autorisés à fabriquer des triporteurs commerciaux, mais Tempo n'a pas été autorisé à construire son modèle A.600 à quatre roues, l'obligeant à interrompre momentanément sa fabrication.

## Histoire

### Génèse
La société Vidal und Son a été créée à Hambourg en 1883 pour fournir des services de lutte contre les incendies dans les ports, notamment ceux qui traitaient l'importation de charbon. En 1927, l'économie allemande est écrasée sous le poids des réparations de guerre et l'importation de charbon tombe à un niveau très bas. Face à cette récession la société "Vidal und Son" recherche de nouveaux débouchés. Max Vidal et son fils Oscar décident de tenter leur aventure dans l'industrie automobile. Ils se consacrent au développement d'un véhicule utilitaire simple, similaire au populaire "Blitzkarren" de Carl Borgward, lancé en 1924. 
Forts des dispositions de la loi de 1928 qui fait immédiatement croître la demande de ce type de véhicules en Allemagne, Max et Oscar Vidal présentent le Tempo T1, alliance d'une moto et d'une remorque dans une unité rigide, un tricycle ouvert avec deux roues à l'avant supportant le plateau de chargement et le poste de conduite à l'arrière. Le véhicule est équipé d'un moteur JLO, un monocylindre à deux temps de 196 cm³ développant une puissance de 5 ch qui offre une charge utile d'environ 500 kg. Le "T1" sera fabriqué à Stade et à Lünebourg, par de très nombreux sous-traitants, dont ses propres concurrents Goliath, Phanomen et Rollfix.
Comme tous les triporteurs de cette époque, les Tempo T ont été développés comme moyen de transport bon marché pour les petits entrepreneurs et les agriculteurs de l'Allemagne d'après-guerre. L'économie allemande avait été dévastée par la Première Guerre mondiale. À cette époque, le peuple allemand devait se satisfaire de moyens de transport sans fioritures, bon marché à l'achat comme en exploitation. La vitesse n'était pas essentielle car le véhicule remplaçait chevaux et calèches.
Les Tempo T1 et T2 étaient, en fait, des copies simples et bon marché mais très mal construites des tricycles concurrents, fabriqués par une kyrielle de sociétés sous-traitantes. Ils étaient si mal construits que leurs pannes constantes ont obligé Tempo à employer un mécanicien mobile à temps plein pour effectuer les dépannages dès que les véhicules prenaient la route. Rapidement la production va être progressivement abandonnée au profit du Tempo T6, conçu par Otto Dauss, produit à 3.596 exemplaires entre 1929 et 1935, qui va s'avérer très fiable.

## Le Tempo V.600
Au milieu des années 1930, Tempo-Werke, échaudé par ses expériences douloureuses des années passées, conduit prudemment le développement d'un nouveau modèle. Après des tests très approfondis, Tempo présente en 1935, pour la première fois, un transporteur à quatre roues, un camion de petit tonnage, le Tempo V.600. Ce véhicule avait une cabine en bois avec des panneaux en contreplaqué recouvert de cuir synthétique pouvant accueillir le conducteur et un passager. 
En 1936, la cabine en bois et contreplaqué est remplacée par une cabine en tôle d'acier et pour marquer la différence, Tempo le renomme E.600. 
En 1938, le constructeur change la désignation commerciale de ses véhicules passant du type "E" au type "A". Le Tempo 600 est alors rebaptisé A.600 mais il bénéficie d'une augmentation bienvenue de la puissance de son moteur portée à 19,5 ch. Tout le véhicule reste le même. Peu après, le gouvernement nazi réglemente l'industrie automobile en imposant des contraintes sur le type de véhicule que chaque constructeur pouvait fabriquer. Tempo-Werke et Goliath sont autorisés à fabriquer des triporteurs commerciaux, mais Tempo n'est pas autorisé à construire son modèle A.600 à quatre roues, l'obligeant à interrompre momentanément sa fabrication.
En 1943, la production est arrêtée en raison des dispositions du plan Schell. Sur les derniers modèles A.600, un pare-chocs avant a été ajouté, fixé et le châssis tubulaire allongé à cet effet. Ces modèles particuliers sont facilement reconnaissables à la découpe ronde sur le capot.

## Production
Selon les archives de la société Tempo-Werke, la production totale des modèles Tempo 600 en Allemagne est la suivante :
| Modèle      | Années fabrication | Quantité |
| ----------- | ------------------ | -------- |
| Tempo V.600 | 1935–1936          | 823      |
| Tempo E.600 | 1936–1937          | 1.947    |
| Tempo A.600 | 1938–1943          | 11.479   |